# Acanthocarpus bispinosus
Acanthocarpus bispinosus är en kräftdjursart som beskrevs av Alphonse Milne-Edwards 1880. Acanthocarpus bispinosus ingår i släktet Acanthocarpus och familjen Calappidae. Inga underarter finns listade i Catalogue of Life.